# 桜町 (名古屋市)
桜町（さくらちょう）は、名古屋市中区の地名。

## 歴史

### 町名の由来
桜天神社の境内の桜の大樹に由来するという。ただし、この桜は万治3年の大火で焼失している。

### 沿革
- 1871年（明治4年） - 桜ノ町筋に愛知郡桜町として設置される[2]。
- 1878年（明治11年）12月20日 - 名古屋区編入に伴い、同区桜町となる[2]。
- 1889年（明治22年）10月1日 - 名古屋市成立に伴い、同市桜町となる[2]。
- 1908年（明治41年）4月1日 - 西区成立に伴い、同区桜町となる[2]。
- 1944年（昭和19年）2月11日 - 栄区成立に伴い、同区桜町となる[2]。
- 1945年（昭和20年）11月3日 - 栄区廃止に伴い、中区桜町となる[2]。
- 1966年（昭和41年）3月30日 - 中区錦三丁目[2]・丸の内三丁目[3]にそれぞれ編入され消滅。